# Saint-Maurice (Nièvre)
Saint-Maurice település Franciaországban, Nièvre megyében. Lakosainak száma 54 fő (2022. január 1.). Saint-Maurice Crux-la-Ville, Bazolles, Montapas, Mont-et-Marré és Saint-Saulge községekkel határos.

## Népesség
A település népessége az elmúlt években az alábbi módon változott:
| Lakosok száma | 54   | 56   | 61   | 62   | 63   | 64   | 65   | 60   | 54   |
|               | 2013 | 2015 | 2016 | 2017 | 2018 | 2019 | 2020 | 2021 | 2022 |